# Jarov (Dél-plzeňi járás)
Jarov település Csehországban, a Dél-plzeňi járásban. Jarov Měcholupy, Chocenice, Letiny, Prádlo és Žinkovy településekkel határos. Lakosainak száma 217 fő (2024. január 1.).

## Népesség
A település lakosságának változását az alábbi diagram mutatja:
| Lakosok száma | 360  | 447  | 526  | 412  | 325  | 230  | 222  | 218  | 213  | 217  |
|               | 1869 | 1890 | 1921 | 1950 | 1980 | 2001 | 2017 | 2019 | 2022 | 2024 |